# Episinus
Episinus es un género de arañas de la familia Theridiidae, orden Araneae. Fue descrito por el francés Charles Athanase Walckenaer en 1809.

## Especies
- E. affinis Bösenberg & Strand, 1906
- E. algiricus Lucas, 1846
- E. amoenus Banks, 1911
- E. angulatus (Blackwall, 1836)
- E. antipodianus O. Pickard-Cambridge, 1880
- E. baoshanensis Liu, Irfan & Peng, 2019
- E. bilineatus Simon, 1894
- E. bimucronatus (Simon, 1895)
- E. bishopi (Lessert, 1929)
- E. bonjovi Lin & Li, 2021
- E. cavernicola (Kulczyński, 1897)
- E. chikunii Yoshida, 1985
- E. emanus Levi, 1964
- E. fontinalis Levy, 1985
- E. garisus Buckup & Marques, 1992
- E. gibbus Zhu & Wang, 1995
- E. hickmani Caporiacco, 1949
- E. immundus (Keyserling, 1884)
- E. implexus (Simon, 1894)
- E. israeliensis Levy, 1985
- E. jiangweni Lin & Li, 2021
- E. kitazawai Yaginuma, 1958
- E. longabdomenus Zhu, 1998
- E. macrops Simon, 1903
- E. maculipes Cavanna, 1876
  - Episinus m. numidicus Kulczyński, 1905
- E. maderianus Kulczyński, 1905
- E. makiharai Okuma, 1994
- E. marignaci (Lessert, 1933)
- E. meruensis Tullgren, 1910
- E. mikhailovi Zamani & Marusik, 2021
- E. mucronatus (Simon, 1894)
- E. nanyue Yin, 2012
- E. nubilus Yaginuma, 1960
- E. pentagonalis Chakrabarti, 2013
- E. porteri (Simon, 1901)
- E. punctisparsus Yoshida, 1983
- E. rhomboidalis (Simon, 1895)
- E. similanus Urquhart, 1893
- E. similitudus Urquhart, 1893
- E. taibeli Caporiacco, 1949
- E. theridioides Simon, 1873
- E. tongyani Lin & Li, 2021
- E. truncatus Latreille, 1809
- E. typicus (Nicolet, 1849)
- E. variacorneus Chen, Peng & Zhao, 1992
- E. xiushanicus Zhu, 1998
- E. yoshidai Okuma, 1994